# Port lotniczy Birmingham-Shuttlesworth
Port lotniczy Birmingham-Shuttlesworth (IATA: BHM, ICAO: KBHM) – regionalny port lotniczy położony 8 km na północny wschód od centrum Birmingham, największego miasta w stanie Alabama, w Stanach Zjednoczonych.